# ديشلر (أوهايو)
ديشلر (بالإنجليزية: Deshler, Ohio)‏ هي منطقة سكنية تقع في الولايات المتحدة في مقاطعة هنري، أوهايو. يقدر عدد سكانها بـ 1,799 نسمة ومساحتها 5.96 كم2 ووترتفع عن سطح البحر 217 متر.

## التركيبة السكانية
قام مكتب تعداد الولايات المتحدة بتحديد بيانات التركيبة السكانية لديشلر في تعداد الولايات المتحدة. في ما يلي، التركيبة السكانية حسب تعدادي 2000 و2010.

### تعداد عام 2000
بلغ عدد سكان ديشلر 1,831 نسمة بحسب تعداد عام 2000، وبلغ عدد الأسر 702 أسرة وعدد العائلات 504 عائلة مقيمة في القرية. في حين سجلت الكثافة السكانية 808.8 نسمة لكل ميل مربع (312.3/كم2). وبلغ عدد الوحدات السكنية 755 وحدة بمتوسط كثافة قدره 333.5 نسمة لكل ميل مربع (128.8/كم2).
وتوزع التركيب العرقي للقرية بنسبة 93.99% من البيض و 0.44% من الأمريكيين الأصليين و 0.76% من الأمريكيين ذوي الأصول الآسيوية و 0.11% من الأمريكيين الأفارقة و 1.47% من عرقين مختلطين أو أكثر.
بلغ عدد الأسر 702 أسرة كانت نسبة 34.6% منها لديها أطفال تحت سن الثامنة عشر تعيش معهم، وبلغت نسبة الأزواج القاطنين مع بعضهم البعض 57.5% من أصل المجموع الكلي للأسر، ونسبة 8.7% من الأسر كان لديها معيلات من الإناث دون وجود شريك، وكانت نسبة 28.1% من غير العائلات. تألفت نسبة 24.8% من أصل جميع الأسر من أفراد ونسبة 13.1% كانوا يعيش معهم شخص وحيد يبلغ من العمر 65 عاماً فما فوق. وبلغ متوسط حجم الأسرة المعيشية 3.02، أما متوسط حجم العائلات فبلغ 2.55.
بلغ العمر الوسطي للسكان 35 عاماً. وكانت نسبة 27.0% من القاطنين تحت سن الثامنة عشر، وكانت نسبة 8.6% بين الثامنة عشر والأربعة وعشرون عاماً، ونسبة 27.4% كانت واقعةً في الفئة العمرية ما بين الخامسة والعشرون حتى والأربعة وأربعون عاماً، ونسبة 20.1% كانت ما بين الخامسة والأربعون حتى الرابعة والستون، ونسبة 16.9% كانت ضمن فئة الخامسة والستون عاماً فما فوق. يوجد لكل 100 أنثى 101.0 ذكر، ويوجد لكل 100 أنثى في الثامنة عشر من عمرها فما فوق 89.4 ذكر.
بلغ متوسط دخل الأسرة في القرية 36,897 دولار، أما متوسط دخل العائلة فبلغ 44,145 دولار. وكان متوسط دخل الذكور 31,360 دولار مقابل 23,810 دولار للإناث. وسجل دخل الفرد الخاص بالقرية 16,639 دولار. وكانت نسبة 5.6% من العائلات ونسبة 7.5% من السكان تحت خط الفقر، وكان من هؤلاء نسبة 9.3% تحت سن الثامنة عشر ونسبة 4.3% في الخامسة والستين من العمر وما فوق.

### تعداد عام 2010
بلغ عدد سكان ديشلر 1,799 نسمة بحسب تعداد عام 2010، وبلغ عدد الأسر 678 أسرة وعدد العائلات 485 عائلة مقيمة في القرية. في حين سجلت الكثافة السكانية 796.0 نسمة لكل ميل مربع (307.3/كم2). وبلغ عدد الوحدات السكنية 771 وحدة بمتوسط كثافة قدره 341.2 لكل ميل مربع (131.7/كم2).
وتوزع التركيب العرقي للقرية بنسبة 91.9% من البيض و 0.3% من الأمريكيين الأصليين و 0.4% من الأمريكيين ذوي الأصول الآسيوية و 0.1% من الأمريكيين الأفارقة و 2.8% من عرقين مختلطين أو أكثر.
بلغ عدد الأسر 678 أسرة كانت نسبة 37.6% منها لديها أطفال تحت سن الثامنة عشر تعيش معهم، وبلغت نسبة الأزواج القاطنين مع بعضهم البعض 51.6% من أصل المجموع الكلي للأسر، ونسبة 12.4% من الأسر كان لديها معيلات من الإناث دون وجود شريك، بينما كانت نسبة 7.5% من الأسر لديها معيلون من الذكور دون وجود شريكة وكانت نسبة 28.5% من غير العائلات. تألفت نسبة 25.1% من أصل جميع الأسر من أفراد ونسبة 11.8% كانوا يعيش معهم شخص وحيد يبلغ من العمر 65 عاماً فما فوق. وبلغ متوسط حجم الأسرة المعيشية 3.04، أما متوسط حجم العائلات فبلغ 2.60.
بلغ العمر الوسطي للسكان 36.5 عاماً. وكانت نسبة 28.8% من القاطنين تحت سن الثامنة عشر، وكانت نسبة 6.5% بين الثامنة عشر والأربعة وعشرون عاماً، ونسبة 26.5% كانت واقعةً في الفئة العمرية ما بين الخامسة والعشرون حتى والأربعة وأربعون عاماً، ونسبة 23.1% كانت ما بين الخامسة والأربعون حتى الرابعة والستون، ونسبة 14.9% كانت ضمن فئة الخامسة والستون عاماً فما فوق. وتوزع التركيب الجنسي للسكان بنسبة 49.5% ذكور و50.5% إناث.